# Anisostena promta
Anisostena promta es una especie de coleóptero de la familia Chrysomelidae. Fue descrita científicamente por primera vez en 1910 por Julius Weise.